# Procurador general de Aragón
El procurador general de Aragón es una institución medieval de la Corona de Aragón. La persona que ostentaba este cargo representaba en todos los aspectos al rey de la Corona de Aragón.
De la importancia de la función judicial conferida a esta institución es buena muestra el hecho de que en el ejercicio de la misma el procurador general estaba asesorado por el denominado Consejo de la Procuraduría.
Tras una primera época en que las prerrogativas del procurador general no estaban bien definidas, en el año 1309 se estableció que se designaría un solo procurador general para toda la Corona de Aragón. Desde 1302 en que se nombró procurador general, con solo 6 años, a Don Jaime, primogénito del rey Jaime II, el cargo de este oficio quedó unido al sucesor de la corona, normalmente el primogénito del Rey.
En palabras de José María de Francisco Olmos,

puede decirse que la procuración general es el resultado de la convergencia de dos líneas, que son la tendencia a la centralización administrativa y la inclinación natural de los reyes a asegurar la sucesión, promocionando al promogénito mediante su inserción en la cúspide de la administración pública.

En cada uno de los reinos de la Corona de Aragón, el procurador general era representado por el procurador real.
Desde 1363, pasó a denominarse gobernador general.